# Сіжань Джей Чжао
Сіжань Джей Джао або Сірань Джей Чжао (англ. Xiran Jay Zhao; нар. 29 вересня 1997, КНР) — канадська письменниця китайського походження, автор каналу на YouTube, косплеєр і небінарна особа. Дебютний роман письменниці «Залізна вдова» став бестселером за версією «Нью-Йорк таймс» та отримав премію Британської науково-фантастичної асоціації 2021 року за найкращу книгу для юних читачів.

## Біографія

### Раннє життя
Сіжань Джей Чжао народилася 29 вересня 1997 року в невеликому місті в Китайській Народній Республіці, у віці 5 років разом із сім'єю іммігрувала до Британської Колумбії, що в Канаді. Її батько належить до народу хуейцзу.
Вивчала медичні науки з акцентом на біохімічні дослідження захворювань в Університеті Саймона Фрейзера, який закінчила у 2020 році. Згодом вирішила, що офісна робота не для неї.

### Кар'єра
У березні 2020 року Чжао підписала угоду з Penguin Teen Canada на дві книги для підлітків, які переосмислюють історію становлення китайської імператриці У Цзетянь. Rock the Boat, дитяче видавництво Oneworld Publications, отримало права на видання у Великій Британії у травні 2021 року. Вона описала серію як «жахливе поєднання моєї любові до аніме та до китайських гаремних драм». Перша частина серії, «Залізна вдова», була опублікована у вересні 2021 року і посіла перше місце в категорії «Молодіжні книги у твердій обкладинці» в списку бестселерів «Нью-Йорк таймс». Друга частина серії, «Залізна вдова 2: Небесний тиран», запланована до виходу у квітні 2024 року.
У вересні 2020 року Чжао стала популярною, спочатку у соціальній мережі Твіттер, а потім у своєму першому відео на YouTube, завдяки своїй критиці ремейку «Мулан» від Disney та його культурних неточностей. Її популярність в Інтернеті сприяла успіху роману, який, як очікувалося, мав зацікавити вузьку аудиторію. Джессіка Сінґер для CBC News у серпні 2021 року висвітлила вплив BookTok на продажі художньої літератури для молоді. Сінґер писала, що «такі книги, як „Залізна вдова“ канадської авторки Сіжань Джей Чжао, набувають популярності в Інтернеті, хоча дата виходу книги — кінець вересня». Кара Савой, директорка з інтегрованого маркетингу канадського видавництва Penguin Random House, розповіла Сінґер, що «коли декілька тижнів тому Сіжань виклали відео [у TikTok] з розпакуванням своїх попередніх примірників, кількість попередніх продажів у США зросла на 600 % того ж тижня».
На початку 2021 року Сіжань Джей Чжао уклала другу книжкову угоду з видавництвом Margaret K. McElderry Books, що входить до складу видавництва Simon & Schuster, на видання фентезійної книги «Захарій Їн та Імператор драконів». Книга вийшла 10 травня 2022 року. Роман дебютував на 4 місці у списку бестселерів «Нью-Йорк таймс» у категорії «Дитяча література для середнього шкільного віку у твердій обкладинці». Книга залишалася у списку протягом двох тижнів. Алек Скотт для The Globe and Mail порівняв «Захарій Їн та Імператор драконів» із «Залізна вдова» Чжао і прокоментував, що «обидві книги говорять про одержимість Чжао — як аніме, візуальним оповіданням, популярним в Японії, яке стало глобальним, так і китайською історією та міфологією. […] В обох романах міфічне минуле переноситься в майбутнє».

## Нагороди
| Рік  | Твір            | Нагорода                                                                  | Категорія                                            | Результат | Прим.         |
| ---- | --------------- | ------------------------------------------------------------------------- | ---------------------------------------------------- | --------- | ------------- |
| 2021 | «Залізна вдова» | Премія імені Андре Нортон                                                 | Підліткова наукова фантастика/фентезі                | Номінація | [ 28 ]        |
| 2021 | «Залізна вдова» | The Kitschies                                                             | Золотий мацак (найкращий дебютний роман)             | Номінація | [ 29 ]        |
| 2022 | «Залізна вдова» | Премія Британської науково-фантастичної асоціації                         | Найкращий твір для юних читачів                      | Перемога  | [ 30 ]        |
| 2022 | «Залізна вдова» | Нагорода Тихоокеанської північно-західної асоціації книгорозповсюджувачів | —                                                    | Перемога  | [ 31 ]        |
| 2022 | «Залізна вдова» | Премія «Провідна зірка»                                                   | Найкраща підліткова книга                            | Номінація | [ 32 ] [ 33 ] |
| 2022 | «Залізна вдова» | Премія Джона В. Кемпбелла                                                 | Найкращий новий письменник-фантаст                   | Номінація | [ 32 ] [ 33 ] |
| 2022 | «Залізна вдова» | Премія Барнса та Нобла за дитячу та підліткову літературу                 | Підліткова література                                | Перемога  | [ 34 ]        |
| 2022 | «Залізна вдова» | «Локус»                                                                   | Найкращий перший роман                               | Номінація | [ 35 ] [ 36 ] |
| 2022 | «Залізна вдова» | «Локус»                                                                   | Найкращий підлітковий роман                          | Номінація | [ 35 ] [ 36 ] |
| 2022 | «Залізна вдова» | Британська премія фентезі                                                 | Найкращий дебютант                                   | Номінація | [ 37 ] [ 38 ] |
| 2022 | «Залізна вдова» | Премія Канадського центру дитячої книги                                   | Премія Арлін Барлін за наукову фантастику та фентезі | Перемога  | [ 39 ] [ 40 ] |
| 2022 | «Залізна вдова» | Премія Канадського центру дитячої книги                                   | Молодіжна книжкова премія імені Емі Мазерс           | Перемога  | [ 40 ] [ 41 ] |

### Художня література
- «Залізна вдова» (англ. Iron Widow; 2021)
  - «Залізна вдова 2: Небесний тиран» (англ. Iron Widow 2: Heavenly Tyrant; 2024)
- «Захарій Їн та Імператор драконів» (англ. Zachary Ying and the Dragon Emperor; 2022)